# Billy Taylor (hockey sur glace, 1919)
Pour les articles homonymes, voir Taylor et Billy Taylor.
William James Taylor, dit Billy Taylor, né le 3 mai 1919 à Winnipeg au Canada et mort le 12 juin 1990, est un joueur professionnel de hockey sur glace de la Ligue nationale de hockey.

## Carrière
Billy Taylor commence sa carrière dans la ligue internationale de hockey avec les Hornets de Pittsburgh. Il commence sa carrière dans la Ligue nationale de hockey en 1939 avec les Maple Leafs de Toronto. Il rejoint les Red Wings de Détroit en 1946 puis, l'année suivante, les Bruins de Boston. Il termine sa carrière dans la LNH en 1947 avec les Rangers de New York et sa carrière de hockeyeur en 1952.

## Parenté dans le sport
Il est le père du joueur de hockey de la LNH, Billy Taylor junior.